# Піскожув (Олавський повіт)
Піскожув (пол. Piskorzów) — село в Польщі, у гміні Доманюв Олавського повіту Нижньосілезького воєводства.
Населення — 287 осіб (2011).
У 1975-1998 роках село належало до Вроцлавського воєводства.

## Демографія
Демографічна структура станом на 31 березня 2011 року:
|          | Загалом | Допрацездатний вік | Працездатний вік | Постпрацездатний вік |
| -------- | ------- | ------------------ | ---------------- | -------------------- |
| Чоловіки | 139     | 37                 | 92               | 10                   |
| Жінки    | 148     | 33                 | 87               | 28                   |
| Разом    | 287     | 70                 | 179              | 38                   |